# Свєтлогорськ (Красноярський край)
Свєтлогорськ (рос. Светлогорск) — селище (з 1978 до 2013 — селище міського типу) в Туруханському районі Красноярського краю Росії.
Населення 1233 жителів (2007 рік).
Селище розташоване на лівому березі річки Курейка (права притока Єнісею). 
Селищеутворююче підприємство — Курейська ГЕС.

## Ресурси Інтернету
- Офіційний сайт адміністрації сел. Світлогорськ
- Авторський блог Валентини Гапієнко[недоступне посилання з листопадаа 2019]